# Château de Lucé
Le château de Lucé est un château construit au milieu du XVIIIe siècle sur la commune du Grand-Lucé dans le département de la Sarthe sur la région naturelle du Perche. Il est en partie inscrit au titre des monuments historiques.

## Histoire
Le château du Grand-Lucé est construit en 1760 par l'architecte M. de Bayeux, entre le bourg et un grand parc. À la fin de la Seconde Guerre mondiale, le château est transformé en hôpital militaire pour les Alliés, avant que l'armée américaine cède le château à la ville pour créer un sanatorium. Devenu propriété du conseil général de la Sarthe, le château est vendu à un décorateur américain, Timothy Corrigan.

## Architecture
Le château, construit entre la cour d'honneur et le parc, se compose d'un logis principal  avec un pavillon central surmonté d'un fronton. Le château du Grand-Lucé est accompagné de communs, groupés autour d'une cour de ferme, et d'une orangerie attenante aux écuries. L'ensemble de bâtiments est en pierre de taille (tuffeau) et surmonté de toits en ardoises.

## Protections
Le château, y compris son portail, les communs en hémicycle, la buanderie, l'écurie et l'orangerie, ainsi que son parc font l'objet d'une inscription aux monuments historiques depuis le 3 mars 1998.